# Врнограчка Слапница
Врночрачка Слапниица је насељено мјесто у Општини Велика Кладуша, Унско-сански кантон, ФБиХ.

## Географија
Врнограчка Слапница се налази у Општини Велика Кладуша, између насеља Тодоровске Слапнице и Врнограча, на надморској висини од 205 метара. Од Велике Кладуше је ваздушном линијом удаљена око 10.307 метара (10,37 километара).

## Демографија
| Националност | 1991. | 1981. | 1971. |
| Муслимани    | 657   | 609   | 394   |
| Срби         | 0     | 1     | 0     |
| Хрвати       | 0     | 0     | 0     |
| Југословени  | 5     | 29    | 1     |
| остали       | 1     | 0     | 0     |
| Укупно       | 663   | 639   | 396   |